# Cheiranthera volubilis
Cheiranthera volubilis är en tvåhjärtbladig växtart som beskrevs av George Bentham. Cheiranthera volubilis ingår i släktet Cheiranthera och familjen Pittosporaceae. Inga underarter finns listade.